# Simon’s Sircus
Simon’s Sircus war ein Kunstflug-Display-Team, bestehend aus sechs „De Havilland DH.110 Sea Vixen“-FAW2-Flugzeugen von der 892 Naval Air Squadron des britischen Royal Navy Fleet Air Arm. Das Team wurde im Sommer 1968 gegründet und nach dem damaligen Kommandeur der Einheit, Lt. Cdr. Simon Idiens RN benannt.

## Geschichte
Simon’s Sircus wurde im April 1968 von Lt. Cdr. Idiens der 892 Squadron bei der Ausschiffung des Flugzeugträger HMS Hermes gegründet. RNAS Yeovilton war die Heimatbasis von Simon’s Sircus, die auf zahlreichen Airshows der Royal Air Force und auf Royal Navy Air Stations auftraten. Der Höhepunkt waren die Auftritte an der Farnborough International Airshow im September 1968. Das Hauptelement der Vorführung des Teams begann mit einer Steilkurve und dann einer Schleife in „Broad Arrow“-Formation, das Wechseln auf „Box sechs“ während des zweiten Manövers. Dies wurde durch eine Fassrolle in „langer Pfeil“-Formation, einer Schleife in „Speerspitze“ und schließlich einem „Bombe platzen“ als Finale geflogen. Zu beachten ist, dass die Sea Vixen mehr als fünfmal schwerer waren als die Folland Gnat der Red Arrows, der Kunstflugstaffel der Royal Air Force. Nach dem Abschluss der Farnborough International Airshow wurden Simon’s Sircus und die 892 Squadron offiziell aufgelöst.